# Mark Dever
Mark E. Dever (Estados unidos, 28 de agosto de 1960) es un teólogo, misionero, escritor, erudito bíblico y predicador calvinista estadounidense conocido por ser el pastor principal de la Iglesia Bautista Capitol Hill en Washington D. C. , y presidente de 9Marks (anteriormente conocido como Centro para la Reforma de la Iglesia), un ministerio cristiano que cofundó " en un esfuerzo por construir iglesias bíblicamente fieles en Estados Unidos ".

## Biografía
Mark E. Dever nació en Estados unidos, el 28 de agosto de 1960 y creció en la zona rural de Kentucky, donde era un ávido lector. Comenzó a leer secciones de World Book Encyclopedia y Harvard Classics antes de los diez años y, basándose en su lectura y pensamiento, se consideraba un agnóstico en su juventud. Más tarde, releer y pensar en los Evangelios y el cambio que vio en la vida de los discípulos de Jesús lo llevó a convertirse en cristiano.
Dever está casado el y su esposa Connie viven y ministran en Capitol Hill en Washington D. C. y tienen dos hijos adultos, Annie y Nathan.

### Estudios
Obtuvo los títulos de Licenciatura en Artes, magna cum laude, de la Universidad Duke, maestría en Divinidad, summa cum laude, del Seminario Teológico Gordon-Conwell, maestría en Teología del Seminario Teológico Bautista del Suroeste, y Doctor en Filosofía en historia eclesiástica de Universidad de Cambridge .

### Iglesia Bautista Capitol Hill
Capitol Hill Baptist Church es una iglesia bautista ubicada en Capitol Hill en Washington D. C. , a pocas cuadras del Capitolio de los Estados Unidos . Dever ha sido el pastor principal de la iglesia desde 1994. Capitol Hill Baptist está afiliado a la Convención Bautista del Sur .

### La eclesiología de Dever y las nueve marcas
Dever es bautista reformado y calvinista, pero la política de su iglesia es notable por su énfasis en una iglesia dirigida por ancianos y gobernada por la congregación . Además, cree que las iglesias bautistas deben ser dirigidas por una pluralidad de ancianos en lugar de un solo anciano.

El énfasis principal de Dever, como lo demuestra 9Marks, está en el ámbito de la eclesiología . Su objetivo es ayudar a las iglesias que creen en la Biblia a ser saludables recuperando una visión bíblica de la iglesia. Los 9 puntos que proporciona son su receta positiva para la salud de la iglesia. No pretende que el libro sea una eclesiología integral o incluso un diagnóstico integral de todos los problemas que pueden encontrarse en las iglesias contemporáneas. Las nueve marcas son:

1. Predicación expositiva
2. Teología bíblica
3. Comprensión bíblica del evangelio
4. Comprensión bíblica de la conversión
5. Comprensión bíblica del evangelismo
6. Comprensión bíblica de la membresía
7. Disciplina bíblica de la iglesia
8. Promoción del discipulado y crecimiento cristiano
9. Comprensión bíblica del liderazgo de la iglesia

Dever ha escrito sobre el adjetivo "bíblico":
Intento usar 'bíblico' como adjetivo. Y lo hago no para decirle menos que 'reformado' a mi amigo arminiano, sino para decir más. Lo hago para entrar en lo que ellos perciben como su territorio. Si digo que nuestra posición es 'reformada', los amigos arminianos o wesleyanos pueden simplemente despedirme, pensando que estoy del otro lado en una batalla antigua, y que no voy a hacer más que ensayar viejos desacuerdos. Pero si llamo de nuevo a aquello que reclama la lealtad de todos los partidos evangélicos, la Biblia, y trabajo desde allí, necesito su atención.

### Influencia de Dever
En los últimos años, Dever se ha convertido en un nombre más ampliamente reconocido entre los evangélicos conservadores, debido en parte a su aparición en grandes conferencias nacionales como la Conferencia Nacional Desiring God , la Conferencia de Ministerios Ligonier , la Conferencia del Pastor organizada por el Rev. John F. MacArthur y la conferencia Juntos por el Evangelio (que Dever cofundó con C.J. Mahaney , Ligon Duncan y Albert Mohler).
Dever y la Iglesia Bautista Capitol Hill en Washington D. C. , también capacitan a los líderes de la iglesia en menor escala. Cada año, doce pasantes pasan por el programa de pasantías de la iglesia que se centra en la eclesiología. Muchos de estos pasantes han pasado a la educación del seminario , al mismo tiempo que se han convertido en reformadores activos en sus iglesias locales actuales.  Además, 9Marks organiza conferencias semestrales de fin de semana en la iglesia donde pastores, ancianos y seminaristas de todo el país experimentan el funcionamiento interno de la iglesia de Dever.
Dever se perdió por poco ser elegido como primer vicepresidente de la convención en junio de 2006, también es miembro de Alliance of Confessing Evangelicals, donde dirige el Alliance Forum.

## Obras seleccionadas
- Dever, Mark E., ed., Polity: A Collection of Historic Baptist Documents-Biblical Arguments on How to Conduct Church Life (2001)
- Una muestra de la gloria de Dios (2001)
- Nueve marcas de una iglesia saludable (2004)
- La iglesia deliberada: edifique su ministerio sobre la base del evangelio (2005)
- El mensaje del Nuevo Testamento: Promesas cumplidas (2005)
- El mensaje del Antiguo Testamento: promesas hechas (2006)
- ¿Por la autoridad de quién? Ancianos en la vida bautista (2006)
- El evangelio y la evangelización personal (2007)
- ¿Qué es una Iglesia Saludable? (2007)
- 12 desafíos que enfrentan las iglesias (2008)
- En mi lugar, condenado, se puso de pie: Celebrando la gloria de la expiación (2008)
- Está bien: exposiciones sobre la expiación sustitutiva , con Michael Lawrence (2010)
- ¿Qué quiere Dios de nosotros de todos modos? (2010)
- Predicar: la teología se encuentra con la práctica , con Greg Gilbert (2012)
- La Iglesia: el Evangelio hecho visible (2012)
- 'Discipular: Cómo ayudar a otros a seguir a Jesús' (2016)